# Karl Millöcker

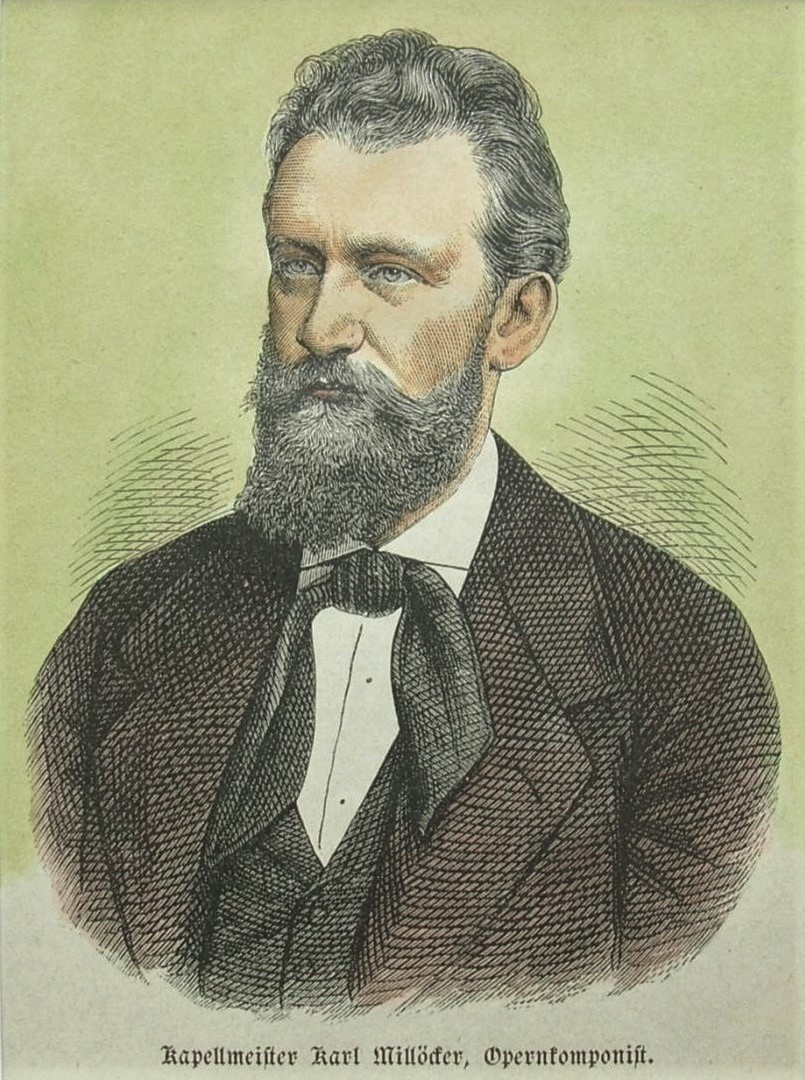
Karl Millöcker (1883)

Carl Millöcker (Carl Joseph Millöcker) (Vienna, 29 aprile 1842 – Baden, 31 dicembre 1899) è stato un compositore e direttore d'orchestra austriaco.

## Biografia
Studiò flauto al conservatorio di Vienna. Iniziò quindi l'attività di direttore d'orchestra dirigendo in diverse sale della capitale austriaca. Nel contempo iniziò a comporre delle operette.
La prima sua composizione fu Der tote Gast, un'operetta in un atto, su libretto di Ludwig Harisch tratto dal romanzo di Heinrich Zschokke, la cui prima venne data nel 1865.
Il 5 gennaio 1871 dirige la prima assoluta della sua operetta in 3 atti Drei Paar Schuhe al Theater an der Wien, il 10 agosto 1872 di Ein nagender Wurm oder Wechselbrief und Briefwechsel, nel 1881 il successo nella prima assoluta di Die Jungfrau von Belleville e nel 1890 il successo di Der arme Jonathan al Theater an der Wien.
Il successo internazionale di Der Bettelstudent del 6 dicembre 1882 gli consentì di ritirarsi dalla direzione d'orchestra. Comunque, non raggiunse mai un grande successo.
Nel Regno Unito la première è stata nell'Alhambra Theatre di Londra il 12 aprile 1884, il 20 novembre al Royal Lyceum Theatre di Edimburgo nella traduzione di William Beatty Kingston per il Carl Rosa Opera Company ed il 3 dicembre al Royalty Glasgow.
Millöcker era un massone. È stato ammesso al lodge "Futuro" a Pozsony (ora Bratislava) nel 1875.
Karl Millöcker morì a Baden e venne tumulato nel cimitero Zentralfriedhof di Vienna.

## Operette
| Titolo                                                | Genere    | Atti               | Libretto | Prima esecuzione | Luogo, teatro                     |
| ----------------------------------------------------- | --------- | ------------------ | --- | ---------------- | --------------------------------- |
| Der tote Gast                                         | operetta  | 1 atto             | Ludwig Harisch, su un romanzo di Heinrich Zschokke                                                                | 11 febbraio 1865 | Graz, Thalia-Theater              |
| Die beiden Binder                                     | operetta  | 1 atto             | Gustav Stoltze | 21 dicembre 1865 | Graz, Thalia-Theater              |
| Diana                                                 | operetta  | 1 atto             | Josef Braun | 2 gennaio 1867   | Vienna, Harmonie-Theater          |
| Der Dieb                                              | operetta  | 1 atto             | Alois Berla | 1868             | Pest, Deutsches Theater           |
| Die Fraueninsel                                       | operetta  | 3 atti             | Cogniard tratto da Le royaume des femmes di Théodore ed Hippolyte Cogniard                                        | 1868             | Pest, Deutsches Theater           |
| Der Regimentstambour                                  | operetta  | 2 atti             | Heinrich Börnstein                                                                                                | 23 ottobre 1869  | Vienna, Theater in der Josefstadt |
| Abenteuer in Wien                                     | singspiel | 3 atti             | Alois Berla | 20 gennaio 1873  | Vienna, Theater an der Wien       |
| Das verwunschene Schloss                              | operetta  | 5 atti             | Alois Berla | 30 marzo 1878    | Vienna, Theater an der Wien       |
| Gräfin Dubarry (rinominata Die Dubarry, Berlino 1931) | operetta  | 3 atti             | Richard Genée e Friedrich Zell                                                                                    | 31 ottobre 1879  | Vienna, Theater an der Wien       |
| Apajune, der Wassermann                               | operetta  | 3 atti             | Richard Genée e Friedrich Zell                                                                                    | 18 dicembre 1880 | Vienna, Theater an der Wien       |
| Die Jungfrau von Belleville                           | operetta  | 3 atti             | Richard Genée e Friedrich Zell, tratto da La pucelle de Belleville di Paul de Kock                                | 29 ottobre 1881  | Vienna, Theater an der Wien       |
| Der Bettelstudent                                     | operetta  | 3 atti             | Richard Genée e Friedrich Zell, tratto da Fernande di Victorien Sardou, e Le Guitarréro di Halévy / Eugène Scribe | 6 dicembre 1882  | Vienna, Theater an der Wien       |
| Gasparone                                             | operetta  | 3 atti             | Richard Genée e Friedrich Zell                                                                                    | 26 gennaio 1884  | Vienna, Theater an der Wien       |
| Der Feldprediger                                      | operetta  | 3 atti             | Hugo Wittmann e Alois Wohlmuth, tratto da Das seltsame Brautgemach di Gustav Schilling                            | 31 ottobre 1884  | Vienna, Theater an der Wien       |
| Der Vice-Admiral                                      | operetta  | 1 prologo e 3 atti | Richard Genée e Friedrich Zell                                                                                    | 9 ottobre 1886   | Vienna, Theater an der Wien       |
| Die sieben Schwaben                                   | volksoper | 3 atti             | Hugo Wittmann e Julius Bauer                                                                                      | 29 ottobre 1887  | Vienna, Theater an der Wien       |
| Der arme Jonathan                                     | operetta  | 3 atti             | Richard Genée e Friedrich Zell                                                                                    | 4 gennaio 1890   | Vienna, Theater an der Wien       |
| Das Sonntagskind                                      | operetta  | 3 atti             | Richard Genée e Friedrich Zell                                                                                    | 16 gennaio 1892  | Vienna, Theater an der Wien       |
| Der Probekuss                                         | operetta  | 3 atti             | Richard Genée e Friedrich Zell                                                                                    | 22 dicembre 1894 | Vienna, Theater an der Wien       |
| Das Nordlicht                                         | operetta  | 3 atti             | Hugo Wittmann | 2 dicembre 1896  | Vienna, Theater an der Wien       |